# Corrèze (tổng)
Tổng Corrèze là một tổng của Pháp tọa lạc tại tỉnh Corrèze trong vùng Lumousin.

## Hành chính
| Giai đoạn | Ủy viên           | Đảng | Tư cách                       |
| --------- | ----------------- | ---- | ----------------------------- |
| 1979-     | Bernadette Chirac | UMP  | Adjointe au thị trưởng Sarran |

### Kết quả bầu cử tổng này ngày 21 tháng 3 năm 2004
- Christian Ravidat (PS)
- Bernadette Chirac (UMP)
- Chantal Noël (FN)
- Didier Lorioux (Đảng xanh)

## Phân chia đơn vị hành chính
Tổng Corrèze được chia thành les 9 communes suivantes
- Bar
- Chaumeil
- Corrèze
- Eyrein
- Meyrignac-l'Église
- Orliac-de-Bar
- Saint-Augustin
- Sarran
- Vitrac-sur-Montane